# Propachytomoides fasciatipennis
Propachytomoides fasciatipennis är en stekelart som först beskrevs av Girault 1914.  Propachytomoides fasciatipennis ingår i släktet Propachytomoides och familjen gallglanssteklar. Inga underarter finns listade i Catalogue of Life.